# Herbstadt
Herbstadt é um município da Alemanha, situado no distrito de Rhön-Grabfeld, no estado da Baviera. Tem 20,69 km² de área, e sua população em 2019 foi estimada em 583 habitantes.